# Кухня. Война за отель
«Ку́хня. Война́ за оте́ль» — российский комедийный телесериал, продолжение и спин-офф телесериалов «Кухня» и «Отель Элеон». Производством проекта занималась компания Art Pictures Vision при участии BIack Вох Production.
Онлайн-премьера сериала состоялась 27 ноября 2019 года на онлайн-сервисе more.tv и официальном сайте канала СТС, где были выложены две первые серии. Телевизионная премьера состоялась 2 декабря 2019 года в 19:00 на канале СТС, новые серии выходили в эфир с понедельника по четверг в 19:30.
19 декабря 2019 года в 20:00 на канале СТС состоялась премьера фильма о сериале «Кухня. Война за отель».
28 сентября 2020 года в 19:00 на канале СТС состоялась премьера второго и финального, сезона сериала. Новые серии выходили в эфир с понедельника по четверг в 19:00.
Финальная серия вышла в эфир СТС 22 октября 2020 года.

## История создания

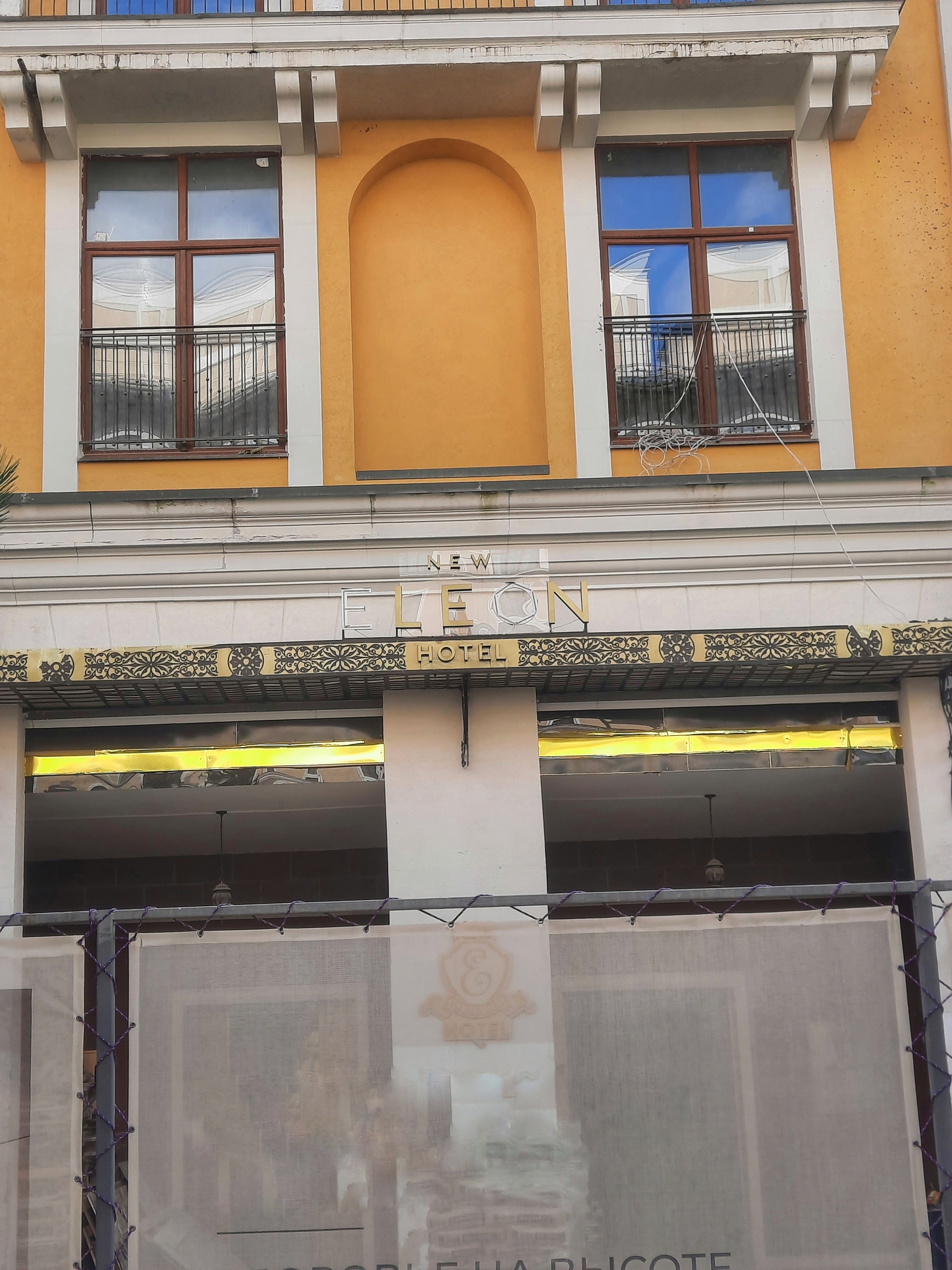
Фасад отеля New Eleon в 2023 году

- 8 августа 2019 года телеканалом СТС было официально объявлено о старте съёмок сериала[4].
- 26 октября 2019 года было объявлено о продлении телесериала на второй, финальный, сезон[5], съёмки которого стартовали в марте 2020 года[6].
- Съёмки проходили в Подмосковье и посёлке Красная Поляна, в горах Кавказа. В кадре зрители увидят местные красоты: хребет Аибга, горный каньон Псахо, реку Мзымта, серпантины и другие природные объекты[7].
- Для съёмок были построены декорации на площади 1,7 тыс. м². За несколько недель художники возвели номера, коридоры, бар и сцену отеля, кухню и ресторан, прилегающие к ним технические помещения и отдельно кабинет Нагиева, который по сюжету находится в его собственном казино. Фасад New Eleon (село Эстосадок, ул. Горная, д. 3) и веранду снимают в Сочи[8].

## Сюжет
После пожара бутик-отель Eleon, принадлежащий Элеоноре Галановой, оказался полностью уничтожен. Элеонора предполагает, что отель поджёг её бывший муж Дмитрий Нагиев. В результате долгих разбирательств Элеонору лишили как страховых денег, так и аккредитации в Давосе, из-за чего она переехала на Капри, где проводит дни в компании вина и молодого любовника-итальянца, с которого рисует портреты. Сам же Нагиев тоже попал в неоднозначное положение: он оказался в долгу у мафии, и чтобы вернуться к съёмкам и праздной московской жизни, должен использовать своё имя для открытия в Сочи на Красной Поляне «русского Лас-Вегаса» — крупного туристического комплекса «Курортище» с казино и отелем. Тем временем Виктору Баринову предлагают стать ректором кулинарной академии, которую даже планируют назвать его именем.
Узнав о том, что Нагиев собирается построить «Курортище», Элеонора решает отомстить бывшему жениху за поджог её отеля Eleon, и быстрее Нагиева покупает и открывает отель New Eleon, чтобы вернуть себя в ряды лучших отельеров и за большие деньги продать Нагиеву отель, купленный за бесценок. Элеонора приглашает к себе на работу дочь Катю, поссорившуюся с мужем Денисом, управляющего Михаила Джековича, переживающего кризис из-за развода и потери работы, и экс-супруга Виктора Баринова, который без её подписи на расторжение эксклюзивного контракта со старым отелем не может стать ректором кулинарной академии. Также в New Eleon набираются и новые сотрудники, среди которых выделяются амбициозный портье Александр и девушка-техник Варвара, приехавшая в Сочи из Кемерово к Нагиеву, которого считает своим биологическим отцом. Дмитрий Нагиев же открывает напротив отеля New Eleon своё «Казино Сочи», и строит всевозможные козни, чтобы уговорить Элеонору продать отель как можно быстрее и за наименьшую сумму.

## Персонажи

### В главных ролях
- Дмитрий Назаров — Виктор Петрович Баринов, шеф-повар ресторана Altitude (до 33-й серии), с 13-й по 34-ю серии — владелец бутик-отеля New Eleon
- Дмитрий Нагиев — камео, владелец «Казино Сочи» (до 34-й серии)
- Елена Ксенофонтова — Элеонора Андреевна Галанова, владелица бутик-отеля New Eleon (до 12-й и с 34-й серии), мама Кати, бывшая жена Виктора Баринова и Дмитрия Нагиева, заместитель главы курорта «Красная Поляна» (с 27-й серии)/глава курорта «Красная Поляна»
- Григорий Сиятвинда — Михаил Джекович Гебреселассие, управляющий бутик-отелем New Eleon/директор ресторана Altitude, бывший муж Софии Яновны
- Валерия Федорович — Екатерина Викторовна Семёнова (Катя) (1 сезон), шеф-повар ресторана Altitude/шеф-повар ресторана Katrin, дочь Виктора Баринова и Элеоноры Галановой, жена Дениса
- Михаил Башкатов — Денис Андреевич Крылов (1 сезон), музыкант, повар ресторана Altitude (с 8-й по 12-ю серии), муж Кати
- Владислав Ценёв — Александр Пивоваров (Саша), портье/старший портье бутик-отеля New Eleon/управляющий бутик-отелем New Eleon (до 34-й серии), бывший парень Вари и бармена Алисы, уволился и уехал из отеля вместе с Алисой
- Мария Ульянова — Варвара Дмитриевна Чернова (Варя), главный инженер бутик-отеля New Eleon (до 34-й серии), уехала работать в Роскосмонавтику, биологическая дочь Дмитрия Нагиева, бывшая девушка Саши и Мэла
- Марина Могилевская — Елена Павловна Соколова, шеф-повар, ректор Московской кулинарной академии, жена Виктора Баринова
- Борис Дергачёв (с 4-й серии) — Леонид Золоторёв (Лёня), повар ресторана Altitude (до 30-й серии)/шеф-повар ресторана Altitude, специалист по рыбе, парень Ксении.
- Кристина Кучеренко (с 14-й серии) — Ксения Логинова (Ксюша), повар ресторана Altitude (до 30-й и с 34-й серии), девушка Лёни

### В остальных ролях
- Юлия Франц — Алиса Матвеева, бармен ресторана Altitude (до 34-й серии), бывшая девушка Саши, уволилась из отеля и уехала вместе с Сашей
- Дмитрий Власкин (с 18-й серии) — Ярослав Олегович Мельников (Мэл), лыжный инструктор бутик-отеля New Eleon, бывший парень Вари
- Александр Ляпин (с 4-й серии) — Анатолий (Толя), кондитер-пекарь ресторана Altitude, симпатизирует Жанне
- Гурам Баблишвили (с 4-й серии) — Спартак, повар ресторана Altitude, специалист по мясу
- Ольга Васильева (с 4-й серии) — Ольга Смоленцева, повар/су-шеф ресторана Altitude, влюблена в Виктора Баринова
- Александра Велескевич (с 4-й серии) — Жанна, повар ресторана Altitude, симпатизирует Толе
- Алексей Гришин (с 3-й серии) — Юрий Борисович Михайлов, глава курорта/бывший глава курорта «Красная Поляна» из Москвы
- Анна Вартаньян (с 7-й серии) — Маргарита Алексеевна Пивоварова, мама Саши, владелица сети отелей и киноинвестор, во 2 сезоне хотела купить отель «New Eleon» у Виктора Баринова для сына, знакомая Элеоноры Галановой и Михаила Джековича
- Ирина Темичева (с 9-й серии, 1 сезон) — Ева Белецкая, директор ресторана Altitude (до 14-й серии), пыталась приобрести отель у Маргариты.

### В эпизодических ролях

#### Персонажи из предшествующих сериалов
- Виктор Хориняк (11 серия) — Костя (Константин Константинович Анисимов), бывший бармен, муж Насти
- Ольга Кузьмина (11 серия) — Настя (Анастасия Степановна Анисимова), бывшая официантка, жена Кости
- Никита Тарасов (18 серия) — Луи Бенуа, французский кондитер-пекарь, старый друг Виктора Баринова
- Сергей Лавыгин (22 серия) — Сеня (Арсений Андреевич Чуганин), повар-универсал, специалист по мясу, старый друг Виктора Баринова
- Михаил Тарабукин (22 серия) — Федя (Фёдор Михайлович Юрченко), повар-универсал, специалист по рыбе, старый друг Виктора Баринова
- Василиса Немцова — Мария Денисовна (Маша) Крылова, дочь Кати и Дениса, внучка Виктора Баринова и Элеоноры Галановой
- Полина Ватага (30 серия) — Алиса Викторовна Баринова, младшая дочь Виктора Баринова
- Екатерина Вилкова (34 серия, голос по телефону) — София Яновна Толста́я, бывшая жена Михаила Джековича

#### Остальные
- Андрей Пынзару — Виталий, охранник «Казино Сочи»
- Игорь Кистол — Феликс, охранник «Казино Сочи»
- Алексей Пивоваров (1 серия) — камео, интервьюер Дмитрия Нагиева
- Алим Хоконов — Рафаэль, возлюбленный Элеоноры Галановой из Италии (эпизодически)
- Анатолий Бурносов (1, 2 серии) — топ-менеджер кулинарной академии
- Владимир Терещенко (2 серия) — главный инженер бутик-отеля New Eleon
- Фёдор Бондарчук (2 серия) — камео, гость бутик-отеля New Eleon
- Михаил Полицеймако (3 серия) — Сергей, глава курорта «Красная Поляна»
- Екатерина Агеева — Светлана, помощница Дмитрия Нагиева (эпизодически в 1 сезоне)
- Антон Юрьев (6 серия) — пожарный инспектор из проверяющей комиссии
- Андрей Капустин (6 серия) — инспектор СЭС из проверяющей комиссии
- Василий Шевелилкин (6 серия) — инспектор МС из проверяющей комиссии
- Карина Зверева (17 серия) — Юлия (Джулия Голд), женский коуч и известный блогер
- Андрей Трушин (20 серия) — Антон, повар ресторана Altitude, победитель конкурса World Chef, игроман
- Пётр Корнеев (20 серия) — Иван, повар ресторана Altitude, победитель конкурса World Chef, игроман
- Кирилл Плетнёв (23 серия) — Роман Валерьевич Афанасьев, известный кинорежиссёр
- Борис Хвошнянский (23 серия) — Антон Николаевич Феоктистов, киноинвестор
- Владимир Епифанцев (26 серия) — камео, актёр кино.
- Александр Лырчиков (27 серия) — Шевелюк, чиновник из комиссии
- Артур Павленко (27 серия) — Лопатин, чиновник из комиссии
- Андрей Харыбин (27 серия) — Виллер, чиновник из комиссии
- Глеб Бочков (28 серия) — Павел Игоревич (Паша Пушка), чемпион мира по сноубордингу
- Александр Пальчиков (31 серия) — Николай, гость ресторана Altitude, которому Саша передал конверт от Маргариты
- Григорий Багров (31 серия) — Михаил Анатольевич Иванов, сотрудник Роскосмонавтики
- Алина Алексеева (с 4-й серии) — Любовь, повар ресторана Altitude
- Анастасия Сомова — Елена, администратор бутик-отеля New Eleon
- Евгения Ярушникова — Кира Сергеевна (1 сезон), директор/официантка ресторана Altitude
- Александр Гох — Иннокентий Александрович, начальник охраны бутик-отеля New Eleon
- Катрин Асси — Вера, горничная бутик-отеля New Eleon
- Надежда Иванова — Надежда, горничная бутик-отеля New Eleon
- Екатерина Щербакова — Надежда, хостес ресторана Altitude
- Андрей Козлов — Леонид, администратор бутик-отеля New Eleon
- Владимир Карпук — официант ресторана Altitude
- Артём Василишин — носильщик бутик-отеля New Eleon
- Арсений Ветров — Бигус, портье бутик-отеля New Eleon

## Список сезонов
| Сезон | Сезон | Серии            | Период трансляции             |
| ----- | ----- | ---------------- | ----------------------------- |
|       | 1     | 1—13 (13 серий)  | 2 — 19 декабря 2019           |
|       | 2     | 14—34 (21 серия) | 28 сентября — 22 октября 2020 |

## Эпизоды

### Сезон 1
| № серии | Описание серии | Премьера        |
| ------- | --- | --------------- |
| 1       | Сочи. Дмитрий Нагиев собирается построить «Курортище» с казино и отелем New Eleon. Об этом по новостям узнаёт Элеонора Галанова. Она решает отомстить Нагиеву за испорченную в прошлом репутацию и покупает отель. Остепенившемуся Виктору Петровичу Баринову предлагают возглавить кулинарную академию. Из Кемерово в Сочи приезжает Варя и пытается доказать Нагиеву, что он её отец. По приезде она знакомится с Сашей, молодым и красивым портье отеля New Eleon.                                                                      | 2 декабря 2019  |
| 2       | Элеонора набирает сотрудников для отеля New Eleon. Недовольная на Нагиева Варя становится электриком. Катя ссорится с Денисом, и вместе с дочкой Машей приезжает к маме в отель. Сюда же на работу приезжает разорившийся Михаил Джекович на должность главного управляющего. Топ-менеджер кулинарной академии ставит Баринову условие: либо он расторгнет договор с Элеонорой, либо они найдут нового ректора академии. Баринов приезжает в New Eleon.                                                                                    | 2 декабря 2019  |
| 3       | Баринов приезжает в отель для расторжения договора с Элеонорой, но при помощи шантажа она находит возможность удержать шеф-повара в отеле. Злой на Элеонору Нагиев разворачивает против неё войну. Михаил Джекович уверен, что Нагиеву помогает появившаяся среди своих «крыса», кто-то из работников отеля, и начинает на неё охоту, жертвой которой становится новый глава курортного объединения в Сочи. | 3 декабря 2019  |
| 4       | Из-за нехватки денег Элеонора не может вовремя выдать зарплату работникам отеля, поэтому она организовывает аукцион своих картин. Нагиев пытается сорвать её планы посредством алкоголя с афродизиаком, но сталкивается с преданным начальству Михаилом Джековичем. Катя знакомит поваров с Бариновым, который не собирается делиться местом шеф-повара с дочерью. Они заключают пари, кто победит, тот и главный на кухне. В спор встревает Денис, он приехал в Сочи в надежде помириться с Катей. Напряжение между Варей и Сашей растёт. | 4 декабря 2019  |
| 5       | Война за отель между Нагиевым и Элеонорой продолжается. На этот раз главная мишень — Баринов. Нагиев пытается переманить шеф-повара, Элеонора — оставить его в отеле. Бесконечный обман и подстроенные ситуации выводят Баринова из равновесия. Он хватается за нож и гонится за убегающим от него в лес Нагиевым. Саша крадёт кепку Нагиева для Вари, чтобы она смогла сделать ДНК-тест на отцовство. Взамен Варя чинит для Саши его машину.                                                                                              | 5 декабря 2019  |
| 6       | Долго блуждая, в надежде найти выход, Баринов и Нагиев понимают, что в лесу они не одни. В отель нагрянула проверка в составе 3 человек. Михаил Джекович пытается откупиться от инспекторов взятками и восхитительными блюдами от шеф-повара, чьё затянувшееся отсутствие на рабочем месте можно объяснить только смертью. Обманув Варю и отдав ей ненастоящую кепку Нагиева, Саша приглашает её на романтический ужин, чтобы исправить ситуацию.                                                                                          | 9 декабря 2019  |
| 7       | Повар Спартак проявляет знаки внимания повару Ольге, но на каждый получает отказ. В итоге Спартак решает приворожить Ольгу с помощью зелья своей бабушки, но стакан с приворотным зельем выпивает с похмелья Баринов. В отель приезжает бизнес — вумен Марго, вокруг которой сразу возникает много событий: Элеонора просит у Марго денег в долг, Михаил Джекович от неё скрывается, а Варя ревнует к ней Сашу, считая его альфонсом. | 10 декабря 2019 |
| 8       | Предметом очередного пари между Катей и Бариновым становится кабинет шефа. И опять к спору присоединяется Денис, в надежде помириться с Катей. В отель приезжает делегация нефтяников. Михаил Джекович ведёт серьёзную подготовку к их приезду. Прикрывая Варю от увольнения, Саша пытается починить сломанный кран в номере отеля самостоятельно. Варя вовремя приходит на помощь и после проведённого в интимной обстановке времени делится с Сашей результатами ДНК-теста.                                                              | 11 декабря 2019 |
| 9       | Баринов хитростью ложится в больницу. Испугавшись за его здоровье, к нему приезжают Элеонора, Катя и Елена. Старая знакомая Кати Ева приезжает в Сочи и обращается к Михаилу Джековичу с просьбой о рекомендации её в роли директора в соседний ресторан. По совету барменши Саша дарит Варе «кусочек» Нагиева в виде выбитого зуба. | 12 декабря 2019 |
| 10      | В отель приезжает королевская семья Свазиленда из Африки. Михаил Джекович влюбляется в принцессу Ами. Выясняется, что у неё «серьёзное заболевание», из-за которого Михаил Джекович вынужден пройти обряд посвящения в племя Томбо. Баринов пытается помирить Катю и Дениса, пряча в номере их дочь Машу. Ева узнаёт, что у Саши богатая мама, а именно Марго, и начинает плести интриги. | 16 декабря 2019 |
| 11      | В отель заселяются Костя и Настя. Они внушают образ богатых и счастливых людей. Ева с Сашей разработали план, как от Марго заполучить отель в собственность. Варя жутко ревнует Сашу. Она пытается предостеречь его от лжи Евы и раскрывает глаза на происходящее. | 17 декабря 2019 |
| 12      | Элеонора продаёт отель и подговаривает помощницу Нагиева его ограбить. Нагиев организовывает «Покерный ТУРНИРИЩЕ». Денис соглашается на развод с Катей. Он посвящает ей новую песню, которую олигарх хочет купить за очень большие деньги. Варе приходят повторные результаты ДНК-теста на отцовство. | 18 декабря 2019 |
| 13      | Баринов покидает кухню. Михаил Джекович готовится ко встрече нового хозяина отеля. Катя с Машей едут в аэропорт. В финале покерного турнира за одним столом встречаются Баринов, Саша и Варя. | 19 декабря 2019 |

### Сезон 2
| № серии | Описание серии | Премьера         |
| ------- | --- | ---------------- |
| 1 (14)  | Шеф мечтает о своей собственной кулинарной академии, и, для воплощения этой мечты, собирается продать отель, доставшийся ему в качестве карточного выигрыша. Однако, это оказывается не так легко. Нагиев задолжал серьёзную сумму одному мафиози. Он просит Баринова отдать отель ему, но Виктор Петрович, полагая, что нависшая над Нагиевым угроза всего лишь выдумка, отказывает своему заклятому другу в помощи. | 28 сентября 2020 |
| 2 (15)  | Варя помогает Нагиеву прятаться в отеле и скрывает это ото всех, в том числе от Саши. Её странное поведение ставит под угрозу отношения с Сашей. Баринов, узнав, что Нагиев «пропал без вести», испытывает чувство вины за то, что не помог другу. Тем временем на кухне Лёня соревнуется с новым поваром Ксюшей за место су-шефа, однако это место попадает в руки Ольги. | 28 сентября 2020 |
| 3 (16)  | Глава курорта ставит перед шефом условие: сделка по продаже отеля состоится только в том случае, если Баринов оставит после себя преемника — повара со звездой Мишлен. Баринову удаётся договориться с мишленовским поваром из Сингапура. Но выясняется, что тот умеет готовить только одно блюдо — цзяоцзы. Саша думает, что причина странного поведения Вари — её беременность, и пытается вести себя как образцовый отец. Нагиев после нескольких месяцев заточения в отеле сталкивается с депрессией. Он требует от Вари изысканной еды, вынуждая её воровать блюда на кухне. | 29 сентября 2020 |
| 4 (17)  | Сильнейший ураган накрывает Красную Поляну и отрезает её от внешнего мира. Отель New Eleon трещит по швам от наплыва клиентов. Баринову нужно накормить чересчур требовательных гостей, в том числе и одну блогершу, несмотря на то, что фургон с продуктами застрял в снегу посреди курорта. Варя разрывается между желанием помириться с Сашей и попытками сохранить в тайне пребывание Нагиева в отеле. Нагиева, после затяжной изоляции в номере, больше всего волнует дефицит женского внимания. Поборов страх, он выходит на «охоту», которая завершается удачно.           | 30 сентября 2020 |
| 5 (18)  | Шеф не оставляет попыток выполнить условие главы курорта. Для этого Виктор Петрович приглашает в гости старого друга Луи и пытается выдать его за инспектора Мишлен. Лёня остаётся на кухне за главного, но остальные повара этому совсем не рады. Саша на работе получает обидное прозвище и пытается от него избавиться. | 1 октября 2020   |
| 6 (19)  | Шеф узнаёт, что деньги за отель он не проиграл в казино, как он полагал до этого. Он пытается выяснить, куда дел пять миллионов евро. Нагиев понимает, что скрываться в отеле больше не безопасно и предпринимает попытку побега. Вера, узнав, что Саша окончательно порвал с Варей, решает заполучить этого завидного холостяка. Однако выясняется, что у неё есть соперница. | 5 октября 2020   |
| 7 (20)  | Михаил Джекович знакомит Баринова с его возможными преемниками — молодые повара, победители международного конкурса World Chef. Но есть одна проблема — они игроманы. Нагиев наконец обретает свободу, но сталкивается с новой проблемой. За последний год он сильно испортил свою репутацию. Желая хоть как-то исправить ситуацию, Нагиев собирает пресс-конференцию, чтобы объявить о своей вновь обретённой дочери. Ставший любовником барменши Саша понимает, что напрасно расстался с Варей.                                                                                 | 6 октября 2020   |
| 8 (21)  | Баринов объявляет поварам, что с сегодняшнего дня они участвуют в конкурсе, победитель которого станет его преемником. Соперничество на кухне становится испытанием для чувств Лёни к Ксюше. Варя пытается отвлечься от мыслей о расставании с Сашей и соглашается на приглашение лыжного инструктора Мэла «просто покататься». Саша не может избавиться от мыслей о Варе, она мерещится ему в самые неподходящие моменты. | 7 октября 2020   |
| 9 (22)  | Баринов изображает амнезию и утверждает, что не помнит никого, кроме своих старых друзей Сени и Феди. Сеня и Федя приезжают к Баринову — он разочаровался в новых поварах и пытается уговорить стать его преемниками Сеню и Федю. Саша пытается извиниться перед Алисой и устраивает свидание-сюрприз, но барменша приходит на это свидание с Варей. | 8 октября 2020   |
| 10 (23) | Шеф решает проучить Лёню за его заносчивость и поручает ему выбрать повара, который покинет «гонку за Мишлен». Нагиев получает новый шанс реанимировать карьеру, но для этого ему нужно заплатить очень высокую цену. Элеонора претендует на освободившееся место заместителя главы курорта. | 12 октября 2020  |
| 11 (24) | Повара на кухне как будто сговорились, они решили громко выяснять отношения между собой и дёргать Шефа по пустякам. Баринов сковывает поваров наручниками по парам, чтобы те научились работать на кухне, не взирая на трудности и неприязнь к коллеге. Ольга соврала своей маме, что у неё отношения с Бариновым. Она пытается уговорить Шефа подыграть ей. Саша из — за ревности к Варе вводит запрет на проявление чувств в отеле, но, когда Алиса приезжает из отпуска, сам же попадает в свою ловушку.                                                                       | 13 октября 2020  |
| 12 (25) | Баринов внезапно вспоминает, что у них с Еленой годовщина свадьбы, и она ждёт его в Москве. Но попасть на праздник и скрыть от жены свою забывчивость оказывается не так просто. Лёня уговаривает Шефа оставить его на один день главным по кухне, надеясь доказать ему, что он достоин участвовать в гонке за звездой Мишлен. Мэл пытается форсировать развитие романа с Варей. | 14 октября 2020  |
| 13 (26) | Нагиев мечтает вернуться в большое кино. Он узнаёт, что мама Саши, Маргарита, инвестирует в кинопроизводство и пытается её соблазнить. Но у него появляется соперник на главную роль, а именно Владимир Епифанцев. Баринов, у которого произошёл приступ радикулита, пытается преподать урок поварам: только смерть может помешать повару выполнять свою работу. Варю ждут на собеседовании в Роскосмонавтику, но вместо этого ей приходится спасать своего отца. | 15 октября 2020  |
| 14 (27) | По случаю приезда комиссии из Москвы Баринов устраивает фуршет на вершине горнолыжного склона, и Лёня получает шанс проявить себя. Глава курорта Михайлов, преданный Элеонорой, оказывается на грани увольнения, а Баринов как никогда близок к отмене вето на продажу отеля, но он недооценивает коварство своей бывшей жены. Михаил Джекович делает выбор между Элеонорой и Бариновым и отправляет Сашу на опасное задание. | 19 октября 2020  |
| 15 (28) | Баринов узнаёт, что главные претенденты на роль преемника — Лёня и Ксюша — находятся в близких отношениях. Он считает, что чувства отвлекают от цели и пытается разругать влюблённую парочку. Варя с Сашей решают порвать со своими половинками, чтобы наконец-то вывести свои зарождающиеся отношения из тени. | 19 октября 2020  |
| 16 (29) | Шеф пытается доказать, что победил свою пагубную тягу к азарту, но в итоге просаживает в казино последние деньги. Варя с трудом решается бросить Мэла, на что тот реагирует неожиданно хладнокровно. Повар Жанна замечает, что Толик по ночам занимается чем-то криминальным на кухне и решает вывести его на чистую воду. | 20 октября 2020  |
| 17 (30) | К Баринову в гости приезжает младшая дочь Алиса, которая считает себя достаточно взрослой, чтобы принять участие в бикини-фесте. На этот же бикини-фест давно хотела попасть Ксюша, но Лёня «случайно» забыл купить билеты. Элеонора внезапно получает предложение руки и сердца от Михайлова в тот момент, когда в отеле появляется её возлюбленный итальянец. | 20 октября 2020  |
| 18 (31) | Шеф пытается вычислить секретный ингредиент для приготовления блюда, которым пару дней назад поразил клиента Лёня. Маргарита поручает Саше дать конверт нужному человеку. В отель приезжает рекрутер из Роскосмонавтики, чтобы предложить Варе работу её мечты. | 21 октября 2020  |
| 19 (32) | Из-за сошедшей накануне лавины Елена не смогла прилететь в Сочи на выездной кастинг поваров для своей кулинарной академии. Баринов соглашается провести конкурс вместо Елены, но личные счёты с отдельными конкурсантами напрочь лишают его объективности и грозят срывом мероприятия. У Ксюши с Лёней появляется реальный шанс перебраться в Москву и забыть про Баринова. Варя делает поспешные выводы, попавшись на удочку сплетни, и едва не совершает роковую ошибку. | 21 октября 2020  |
| 20 (33) | В отель приезжает инспектор Мишлен. Шеф вынужден разрываться между ним и Еленой, которой он пообещал провести весь день вместе и не отвлекаться на работу. Лёня официально назначен шеф-поваром. И, разумеется, в этот самый важный день всё идёт наперекосяк. | 22 октября 2020  |
| 21 (34) | Чудом спасшийся от смерти под лавиной Саша пытается разобраться чего он действительно хочет от жизни. Варя встаёт перед трудным выбором: отношения с Сашей или работа мечты. | 22 октября 2020  |

## Рейтинг
По данным исследовательской компании Mediascope, сериал успешно стартовал в эфире СТС. Доля зрителей, посмотревших 2 первых серии, составила 17,9 % по целевой аудитории канала 10—45.

## Оценки
Сериал получил смешанные оценки критиков. Обозреватель «Независимой газеты» Вера Цветкова отмечает:

Красивая, яркая картинка, возвращение любимых «кухонных» героев, прежде всего шефа Баринова — Дмитрий Назаров с его потрясающей органикой работает безукоризненно. Да и на Дмитрия Нагиева можно смотреть безотрывно, как на огонь, в любом проекте, но…
За восемь лет все возможные интриги, ситуации, инсинуации и «бемсы» показаны и перепоказаны со всех сторон. Аудитория не просто знакома с персонажами и ситуационными хохмами — она перекормлена ими и давно запуталась в многочисленных историях-ответвлениях. Ну сколько можно эксплуатировать одно — ладно, два места действия, словно это вселенные?.. Вся эта история начинает напоминать старый анекдот, когда мужик скручивает-отжимает утопшего в самогонке кота: «Ну, Васенька, ну ещё капельку!».